# Persoonia hirsuta
Persoonia hirsuta (лат.) — кустарник, вид рода Персоония (Persoonia) семейства Протейные (Proteaceae), эндемик восточного Нового Южного Уэльса в Австралии. Опушённый раскидистый кустарник с линейными или лопаточными листьями и жёлтыми или оранжевыми цветками.

## Ботаническое описание
Persoonia hirsuta — раскидистый низкорослый кустарник высотой 0,3-1,5 м с опушёнными ветками, листьями, цветками и плодами. Листья лопаточные или эллипсоидные или от линейных до узких продолговатых, 5-14 мм в длину и 0,7-5 мм в ширину с краями, загнутыми вниз или закатанными вниз. Цветки растут поодиночке или группами до десяти на цветоносе длиной до 20 мм, который после цветения продолжает расти как листовой побег. Листочки околоцветника жёлтые или оранжевые, около 10 мм в длину. Цветение в основном происходит с ноября по январь. Плоды — мясистые костянки, от зелёного до кремового цвета с красными полосами.

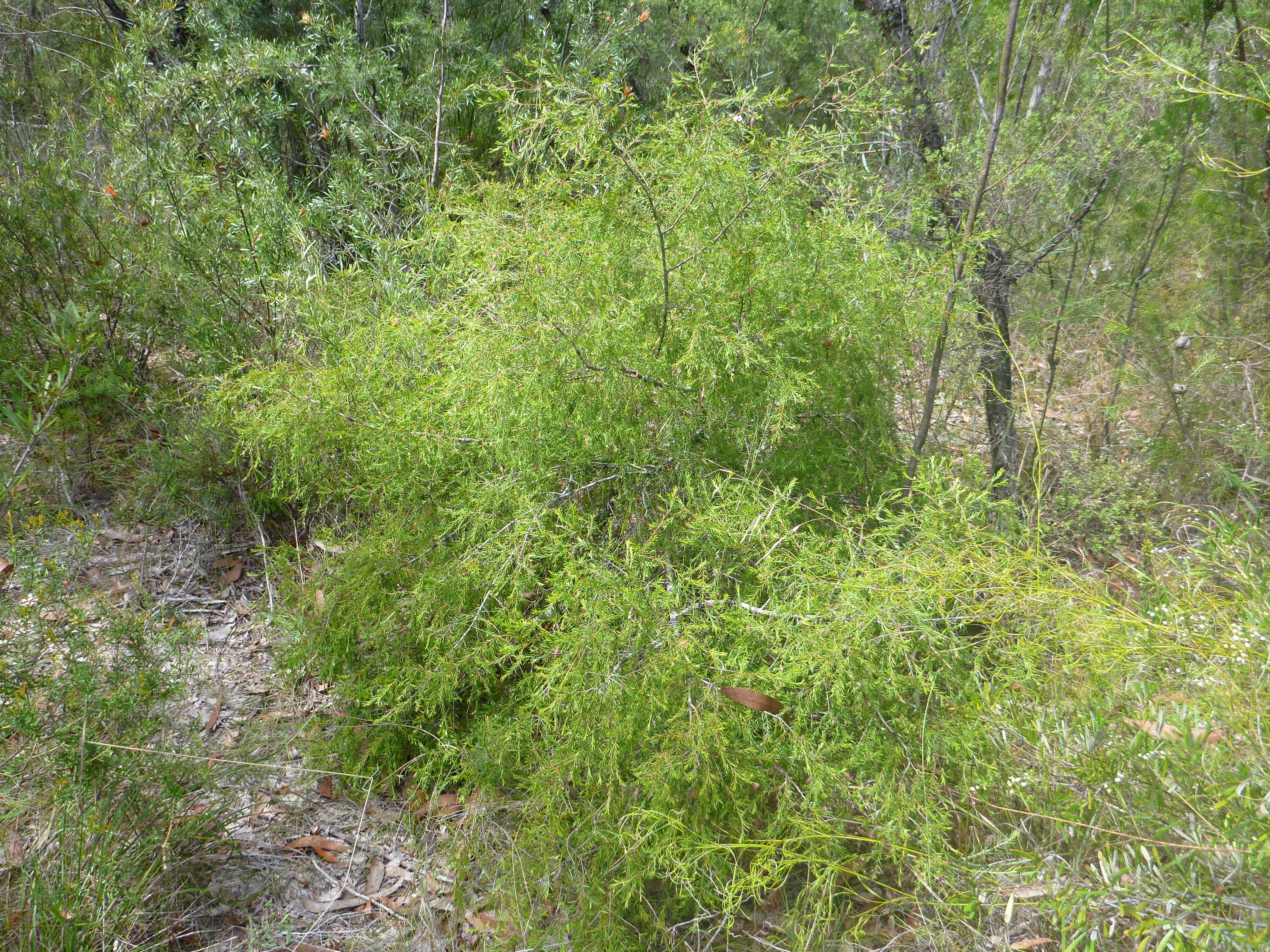
Общий вид P. hirsuta
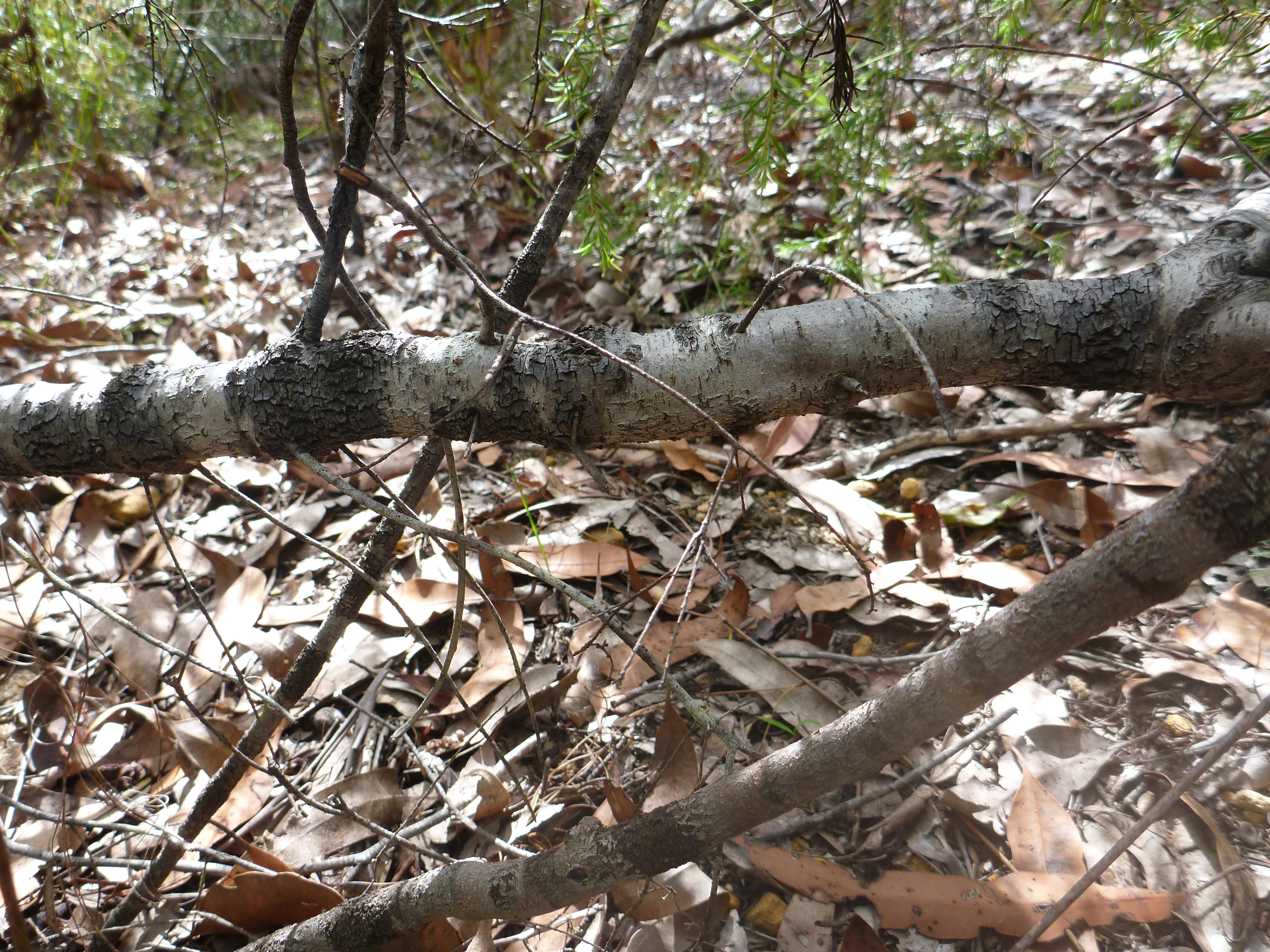
Ствол и кора
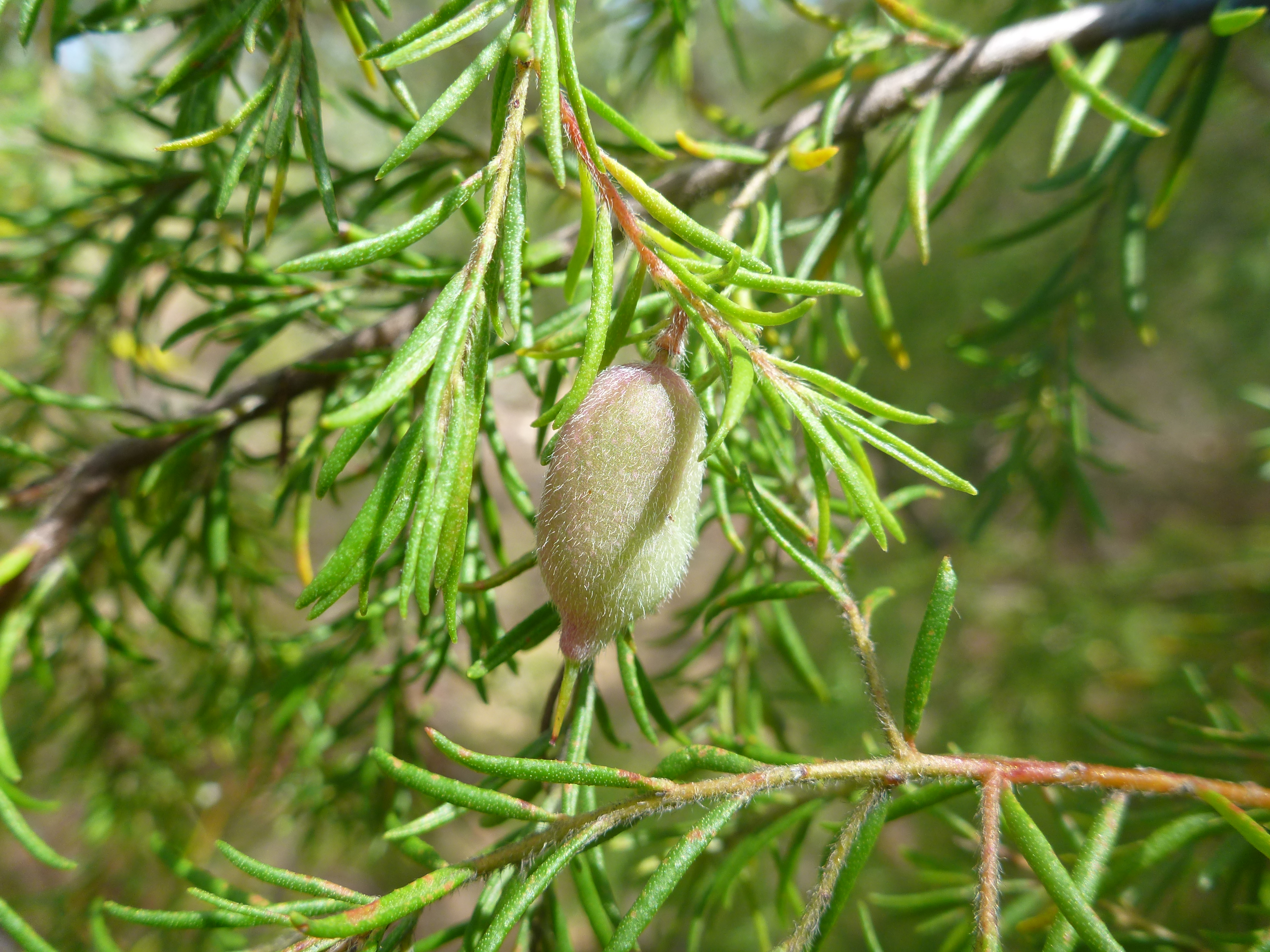
Плод

## Таксономия
Собранная Джоном Уайтом в окрестностях бухты Порт-Джексон (Сидней) в 1794 году, Persoonia hirsuta была впервые официально описана Христианом Генрихом Персоном в его работе 1805 года Synopsis Plantarum.
В 1991 году австралийские ботаники Лоренс Джонсон и Питер Уэстон описали два подвида, названия которых были приняты Австралийским каталогом растений:
- Persoonia hirsuta evoluta L.A.S.Johnson & P.H.Weston[9] имеет лопаткообразные или эллиптические листья шириной 1,5-5 мм с загнутыми вниз краями[10];
- Persoonia hirsuta Pers. subsp. hirsuta[11] имеет линейные или узкие продолговатые листья шириной 0,75-1,5 мм с загнутыми краями[12].

## Распространение и местообитание
Persoonia hirsuta — эндемик австралийского штата Новый Южный Уэльс. Растёт в открытых лесах на песчаниковых почвах. Подвид P. hirsuta evoluta спорадически распространён на Центральном побережье и Центральных плоскогорьях в округах Путти, Глен-Дэвис и Хилл-Топ, в основном на высотах от 350 до 600 м. Подвид P. hirsuta hirsuta встречается от Госфорда до Королевского национального парка, в основном в пределах 20 км от побережья и на высотах ниже 300 м.

## Экология
Два подвида P. hirsuta пересекаются друг с другом от предгорий Голубых гор до побережья в пределах 15 км. Подвид P. hirsuta evoluta также гибридизируется с подвидом P. mollis nectens. Плоды употребляются в пищу позвоночными животными, такими как кенгуру, опоссумы, курравонги и другие крупные птицы.

## Охранный статус
Persoonia hirsuta внесена в национальный список как находящийся под угрозой исчезновения в соответствии с Законом об охране окружающей среды и сохранении биоразнообразия 1999 года, а в Новом Южном Уэльсе — в соответствии с Законом о сохранении биоразнообразия 2016 года. Вид встречается фрагментированными небольшими популяциями по всему ареалу и находится под угрозой из-за урбанизации территории, расчистки или деградации лесных массивов и слишком частых лесных пожаров, которые уничтожают кустарник. Европейская медоносная пчела была причастна к сокращению численности этого и других видов, поскольку подозревается, что она является плохим опылителем цветков персоонии.